# Ilex lancilimba
Ilex lancilimba är en järneksväxtart som beskrevs av Elmer Drew Merrill. Ilex lancilimba ingår i släktet järnekar, och familjen järneksväxter. Inga underarter finns listade i Catalogue of Life.